# Чхиквадзе Віктор Михайлович
Віктор Михайлович Чхиквадзе (Чхикваїдзе) (1 січня 1912, село Зовреті, тепер Зестафонський муніципалітет, Грузія — 1 квітня 2006, місто Москва, Російська Федерація) — радянський науковець, юрист, секретар ЦК КП Грузії, директор Інституту держави та права Академії наук СРСР, кандидат юридичних наук (1939), доцент (1941), доктор юридичних наук (1947), професор (1947), член-кореспондент Академії наук СРСР (Російської академії наук) з відділення філософії та права (право) (з 26.06.1964), дійсний член Болгарської Академії наук (з 1969), дійсний член Міжнародної Академії порівняльного права. Член ЦК КП Грузії. Депутат Верховної ради Грузинської РСР.

## Життєпис
Народився в селянській родині. Після закінчення середньої школи в 1930 році вступив до Інституту радянського будівництва та права в Тифлісі (Тбілісі). Провчившись два роки, перевівся до Московського інституту радянського права імені П. І. Стучки, який закінчив у 1934 році. З 1934 по 1937 рік — аспірант Московського юридичного інституту.
У 1937 — вересні 1938 року — асистент, викладач Московського юридичного інституту та Всесоюзної правової академії.
У вересні 1938 — березні 1939 року — в. о. викладача, з березня 1939 по червень 1941 року — в. о. старшого викладача військово-юридичного факультету Військово-юридичної академії в Москві.
Член ВКП(б) з 1939 року.
У червні 1941 — червні 1944 року — начальник кафедри кримінального права Військово-юридичної академії. Брав участь у німецько-радянській війні як помічник військового прокурора Північно-Західного фронту.
У червні 1944 — квітні 1948 року — заступник начальника Військово-юридичної академії з наукової та навчальної роботи.
У 1947—1948 роках за сумісництвом працював директором Всесоюзного інституту юридичних наук Міністерства юстиції СРСР.
30 квітня 1948 — квітень 1953 року — начальник Військово-юридичної академії в місті Москві.
14 квітня 1953 — 16 лютого 1954 року — секретар ЦК КП Грузії.
У 1954 році повернувся до Москви і був призначений заступником директора Інституту права Академії наук СРСР. У 1958 році направлений як радянський представник у Всесвітню раду миру. На Світовому конгресі «За роззброєння та міжнародне співробітництво» (місто Стокгольм, липень 1958 року) обраний секретарем Всесвітньої ради миру та членом його бюро (до 1962 року). Одночасно став директором Міжнародного інституту миру у Відні.
У 1962—1964 роках — голова Юридичної комісії при Раді міністрів СРСР.
У лютому 1964 — 1973 року — директор Інституту держави та права Академії наук СРСР.
Одночасно в 1968—1972 роках — президент Міжнародної асоціації юридичних наук; у 1968—1970 роках — віцепрезидент Міжнародної асоціації політичних наук. У 1970 році з ініціативи Віктора Чхиквадзе утворена Радянська асоціація політичних наук, першим президентом якої він став.
У 1973—1988 роках — завідувач сектору прав людини Інституту держави та права Академії наук СРСР.
У 1988—2002 роках — радник Академії наук СРСР (Російської Академії наук).
Помер 1 квітня 2006 року в Москві.

## Основні праці
- Чхиквадзе В.М., Савицький М.Я. Радянське військово-кримінальне право: підручник/ За ред. І.Т. Голякова. Москва: Юрвидав, 1941.
- Чхиквадзе В.М., Савицький М.Я. Радянське військово-кримінальне право. Ашхабад: ВЮА, 1942.
- Чхиквадзе В.М. Кримінальна відповідальність за невиконання наказу. Ашхабад: ВЮА, 1942.
- Чхиквадзе В.М., Савицький М.Я. Положення про військові злочини (коментар) / За ред. І.Т. Голякова. Ашхабад: ВЮА, 1943.
- Чхиквадзе В.М. Про необхідність створення військово-кримінального кодексу Союзу РСР з додатком проєкту військово-кримінального кодексу СРСР. Москва: ВЮА, 1947.
- Чхиквадзе В.М. Військово-кримінальне право. Частина Загальна/ За ред. І.Т. Голякова. Москва: ВЮА, 1946.
- Чхиквадзе В.М. Військово-кримінальне право. Частина Особлива/ За ред. І.Т. Голякова. Москва: ВЮА, 1947.
- Чхиквадзе В.М. Радянське військово-кримінальне право: навчальний посібник. Москва: Держюрвидав, 1948.
- Чхиквадзе В.М. Держава. демократія. Законність. Москва: Юридична література, 1967.
- Чхиквадзе В.М. Військові злочини / Курс радянського кримінального права. Москва: Наука, 1971. Том VI.
- Чхиквадзе В.М. Гуманізм. Мир. Особистість: внесок СРСР у розвиток міжнародного співробітництва з прав людини. Москва: Наука, 1981.
- Чхиквадзе В.М. КПРС та радянська держава та право. Москва: Юридична література, 1984.

## Звання
- військовий юрист III-го рангу (8.10.1940)
- військовий юрист II-го рангу (13.07.1941)
- підполковник юстиції (25.03.1943)
- полковник юстиції (18.10.1944)

## Нагороди
- орден Вітчизняної війни ІІ ст.
- два ордени Трудового Червоного Прапора
- два ордени Червоної Зірки
- орден Дружби народів
- орден Дружби народів НДР
- орден Дружби народів Угорщини
- орден Дружби народів Чехословаччини
- медаль «За відвагу»
- медаль «За оборону Москви»
- медаль «За перемогу над Німеччиною у Великій Вітчизняній війні 1941—1945 рр.»
- медаль Жукова (Російська Федерація)
- медалі
- Золота медаль Всесвітньої Ради миру